# Nini Carlina
Nini Carlina (nacida en Banyuwangi, Java Oriental, el 12 de julio de 1976), cuyo nombre verdadero es Ninik Herlina. Es una cantante dangdut de Indonesia.
Nini comenzó su carrera como cantante cuando recorrió una serie de etapas de varios eventos. Entró a los estudios de grabación donde grabó su primer disco debut titulada Gantengnya Pacarku (1992). La misma canción titulada del álbum, inmediatamente catapultó su nombre. Después de ese álbum, su nombre se fue declinando. Nini comenzó a ascender de nuevo después de participar a dúo con Doel Sumbang con la canción titulada Tak Main-Main. Nini también lanzó otro álbum también a dúo con Doel, titulado Harap Maklum (2000), y entre otros como Bulan Andung-Andung (1997), y Panah Asmara (2002).